# احتجاجات جاكرتا 2016–17

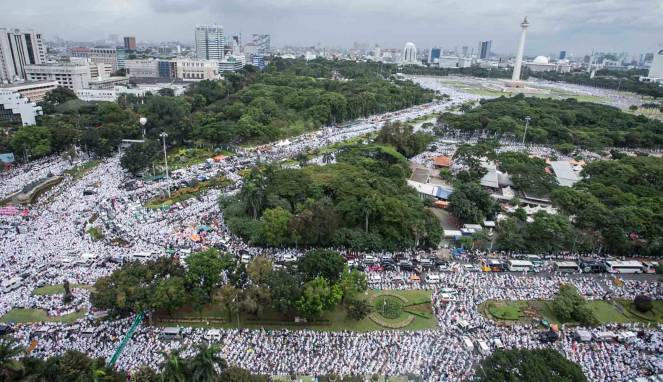
صورة جوية للاحتجاج في 2 ديسمبر 2016.

احتجاجات جاكرتا 2016–17 وصف المتظاهرون أكسي بيلا إسلام (ومعناها: العمل من أجل الدفاع عن الإسلام) بسلسلة من الانتفاضات والاحتجاجات الإسلامية ضد حاكم جاكرتا باسوكي تجاهاجا بورناما، الذي اتهم بارتكاب التجديف على القرآن. ونُفذت الاحتجاجات من قبل جبهة المدافعين عن الإسلام جنباً إلى جنب مع المتعاونين الإسلاميين معها الذين شكلوا ائتلافاً واحداً يسمى حركة 212، التي سميت على اسم احتجاجهم الثالث الذي عقد في 2 ديسمبر 2016.
نُظمت خمسة احتجاجات، كانت جميعها قريبة من انتخابات حاكم جاكرتا لعام 2017:
- أكتوبر 2016: احتجاجات جاكرتا في 14 أكتوبر.
- نوفمبر 2016: احتجاجات جاكرتا في 24 نوفمبر.
- ديسمبر 2016: احتجاجات جاكرتا في 2 ديسمبر.
- فبراير 2017: احتجاجات جاكرتا في 11 و21 فبراير.[1][2]
- مارس 2017: احتجاجات جاكرتا في 31 مارس.[3]